# Кастелалто
Кастела̀лто (на италиански: Castellalto) е градче и община в Южна Италия, провинция Терамо, регион Абруцо. Разположено е на 492 m надморска височина. Населението на общината е 7458 души (към 2010 г.).